# Гуси (Кировская область)
 Гуси — деревня в Кировской области. Входит в Муниципальное образование «Город Киров»

## География
Расположена на расстоянии примерно 12 км по прямой на запад-северо-запад от железнодорожного вокзала станции Киров.

## История
Известна с 1662 как починок на Кучкове Агафонка Норина с 1 двором, в 1764 31 житель, в 1802 5 дворов. В 1873 году здесь (деревня  Агафона Норина или Гуси) было дворов 4 и жителей 47, в 1905 14 и 122, в 1926 (Гуси или Агафона Норина) 20 и 117, в 1950 11 и 53, в 1989 21 житель. Административно подчиняется Октябрьскому району города Киров.

## Население
| 2010 |
| ---- |
| 30   |

Постоянное население составляло 19 человек (русские 100%) в 2002 году, 30 в 2010.